# Sirius (časopis)
Sirius je bio hrvatski časopis za znanstvenu fantastiku iz Zagreba. Ime je dobio po prividno najsjajnijoj zvijezdi na nebu, gledano sa Zemlje. Izlazio je od 1976. do 1989., a izdavala ga je zagrebačka novinsko-izdavačka kuća Vjesnik. List se ugasio 1990. godine.
Osnivanje je predložio hrvatski književnik Damir Mikuličić 1976. godine. Mikuličić je bio i taj koji je dao ime ovom časopisu, a u prvim godinama Siriusovog izlaženja je bio i jednim od njegovih recenzenata.
U Siriusu su objavljeni brojni radovi domaćih autora, kao i prijevodi inozemnih autora znanstvene fantastike. Osim njih, objavljivao je teorijske radove, osvrte i ine priloge. Razdoblje izlaženja Siriusa se smatra zlatnim razdobljem SF književnosti u Hrvatskoj i SFRJ.
Kulturološki, Sirius je odigrao ključnu ulogu za visoku kvalitetu i razvoj znanstveno-fantastičnog žanra u Hrvatskoj i cijeloj ondašnjoj SFRJ, izazvavši eksploziju znanstvenofantastične novelistike, kratke priče i minijature te popularizaciju tog žanra uopće po Hrvatskoj i SFRJ. Značajno je i to što je dosta vremena ovaj list bio jedinim mjestom gdje se redovito mogli objaviti domaći radovi ovog žanra, a bio je odskočnom daskom brojnim kasnije poznatim piscima znanstvene fantastike.
Prvi urednik Siriusa je bio Borivoj Jurković, a za njegova vođenja Sirius je dosegnuo naklade od oko 40.000 primjeraka, a u inozemstvu je stekao veliku pozornost, za što je dobio nagrade u Stresi (1980.)  i Brightonu (1984.) za najbolji europski časopis za znanstvenu fantastiku te nagradu Europskog ZF udruženja (1986.).

## Urednici
- Borivoj Jurković
- Hrvoje Prćić

## Objavljena djela
Pisci čija su djela objavljena u Siriusu: Branko Pihač, Branko Belan, Vesna Gorše, Predrag Raos, Slobodan Petrovski, Jack Williamson, Damir Bajs, Miha Remec, Vladimir Lazović, Milivoj Pašiček, A. E. van Vogt, Stanisław Lem, Charles V. De Vet, Gerhard Zwerens, Theodore Sturgeon, Ray Bradbury, Zvonimir Furtinger, Robert Sheckley, Alfred Bester, Arthur C. Clarke...